# Fédération tchadienne des échecs
La Fédération tchadienne des échecs est l'organisme qui a pour but de promouvoir la pratique des échecs au Tchad. 
Fondée en 2019, cette fédération est, depuis 2020, affiliée à la Fédération internationale des échecs ainsi qu'à l'Association internationale des échecs francophones.